# Wladimir (Vorname)
Wladimir (russisch Владимир, ukrainisch Wolodymyr, altostslawisch Wolodimer) ist ein männlicher slawischer Vorname. Die Betonung des Namens bei der Aussprache liegt auf der zweiten oder der ersten Silbe (dem ersten i oder dem a). Koseformen von Wladimir sind Wolodja, Wolodjka, Wlad, Wowa, Wowan, Wowik, Wowka, Wowtschik, Wowotschka, Wladse. Die weibliche Namensform ist Vladimíra bzw. Wladimira oder vereinzelt Vladimirka.

## Namensvarianten
- Russisch: Wladimir, Wolodja, Wowa – Владимир, Володя, Вова
- Ukrainisch: Wolodymyr – Володимир
- Belarussisch: Uladsimer, Uladsimir – Уладзімір
- Polnisch: Włodzimierz
- Tschechisch: Vladimír
- Slowakisch: Vladimír
- Serbisch: Vladimir – Владимир
- Kroatisch: Vladimir
- Bulgarisch: Wladimir – Владимир
- Italienisch: Vladimiro

Als Abwandlungen kommen auch vor: Wowa, Vladim, Vladan, Vlado, Vladko, Vláďa, Vlada, Vlade, Vlad, Vladík, Vlajko, Vladka, Vladki, Vladi, Valdas und Volodja.

## Namensbedeutung und Herkunft
Der Name Wladimir ist zum ersten Mal für den bulgarischen Herrscher Wladimir Rassate (bulg. Владимир Расате) (* um 850; † nach 893), den ältesten Sohn von Boris I. Michael, historisch belegt. Weitere Varianten sind altruss. Volodiměr (Володимѣръ) und kirchenslaw. Vladiměr (Владимѣръ), deren erster Teil sich auf das kirchenslaw. vlad (владь „Macht“ oder „Herrschaft“) bezieht; der zweite Teil ist verwandt mit got. mērs „groß“ und ahd. mari „berühmt“. Daher bedeutet Wladimir „groß in seiner Macht“. Die Endung -mir (миръ) kam volksetymologisch unter Einfluss von mir (мир „Welt, Gemeinschaft, Frieden“) auf. Daher rührt auch die Interpretation als „Friedensherrscher“, „Weltherrscher“ und dergleichen.
Beide Silben sind häufige Bestandteile von zweiteiligen slawischen Namen und finden sich ebenso in anderen Vornamen wie Wladislaw oder Jaromir, Dragomir, Kazimir, Velimir, Lubomir, Vlastimir, Radomir, Mojmir, Sławomir u. a. Im Kirchenslawischen wurde Wladimir öfters als slawischer Name für Jerusalem gebraucht.
Ob der in den germanischen Sprachen vorhandene Name Waldemar („großer, berühmter Herrscher“) mit Wladimir deckungsgleich ist, ist umstritten. Eine Entsprechung ist eher der relativ seltene deutsche Vorname Herfried. Ein Teil der Onomastiker vermutet bei dem slawischen Namen Wladimir einen germanischen Ursprung; andere führen beide Namensformen auf eine gemeinsame indogermanische Wurzel zurück.
Ursprung der Streitigkeit über die Verbindung Waldemar – Wladimer – Wladimir liegt auch in der Tatsache, dass zur Zeit der Entstehung des Kiewer Reichs alle Mitglieder des fürstlichen Clans Rurikovići (Rurikiden) waren, die nordgermanische Namen trugen, welche später slawisiert wurden. So wurde aus Ingwar Igor, aus Helgi und Helga entstanden Oleg und Olga, aus Swendoslev entstand Swjatoslaw etc. Auch wenig erforscht ist der mögliche türkisch-chasarische Einfluss auf den Übergang von der kirchenslawischen Endung -er (-ѣръ) des Namens Wladimir zu denen der völkischen Varianten: -ir, -mir, -dimir.

## Namensträger

### Vladimir
- Vladimir Burlakov (* 1987), deutscher Schauspieler russischer Herkunft
- Vladimír Coufal (* 1992), tschechischer Fußballspieler
- Vladimir Geshkenbein (* 1988), russisch-schweizerischer Pokerspieler
- Vladimir Kandel (1930–2006), dänischer Musiker und Schauspieler
- Vladimír Kinšt (* 1965), tschechoslowakischer Radrennfahrer
- Vladimír Körner (* 1939), tschechischer Drehbuchautor, Dramaturg und Schriftsteller
- Vladimir Lifschitz (* 1947), US-amerikanischer Mathematiker russischer Herkunft
- Vladimir Nabokov (1899–1977), russisch-amerikanischer Schriftsteller und Literaturwissenschaftler
- Vladimir Oravsky (* 1947), schwedischer Schriftsteller
- Vladimir Orlando Cardoso de Araújo Filho (* 1989), portugiesischer Fußballtorhüter
- Vladimir Potazsnyk (* 20. Jahrhundert), australischer Snookerspieler
- Vladimir Rankovic (* 1993), deutscher Fußballspieler
- Vladimir Vasilj (* 1975), kroatischer Fußballtorwart
- Vladimir Vojisavljević (1101–1114), serbischer König von Dioklitien

### Vlado
- Vlado Janevski (* 1960), mazedonischer Sänger Vlado
- Vlado Kristl (1923–2004), deutsch-kroatischer Filmemacher und Autor
- Vlado Kumpan (* 1972), slowakischer Trompeter
- Vlado Stenzel (* 1934), Trainer der deutschen Weltmeister-Handballnationalmannschaft von 1978
- Vlado Heger, Kommandant des KZ Loborgrad

### Wladimir
- Wladimir I. (* um 960; † 1015), Herrscher und Heiliger
- Wladimir Pawlowitsch Alexejew (* 1961), russischer Orientierungsläufer
- Wladimir Alexejewitsch Andrejew (1930–2020), sowjetischer bzw. russischer Theater- und Filmschauspieler, Theaterregisseur, künstlerischer Leiter und Schauspiellehrer
- Wladimir Anatoljewitsch Burmakin (* 1967), russischer Schachgroßmeister
- Wladimir Sergejewitsch Bytschkow (1929–2004), sowjetischer Filmregisseur
- Wladimir Wassiljewitsch Druschnikow (1922–1994), sowjetischer bzw. russischer Schauspieler und Synchronsprecher
- Wladimir Borisowitsch Feiertag (1931–2024), russischer Jazzautor und -veranstalter
- Wladimir Petrowitsch Ferapontow (1933–2008), sowjetischer bzw. russischer Schauspieler, Synchronsprecher, Sänger und Synchronregisseur
- Wladimir Wassiljewitsch Gribkow (1902–1960), sowjetischer Schauspieler, Synchronsprecher und Estradakünstler
- Wladimir Kaminer (* 1967), deutscher Schriftsteller russischer Herkunft
- Wladimir Klitschko (* 1976), ukrainischer Boxer
- Wladimir Borissowitsch Kramnik (* 1975), russischer Schachgroßmeister
- Wladimir Alexejewitsch Lepko (1898–1963), sowjetischer Schauspieler, Synchronsprecher, Sänger und Komiker
- Wladimir Malachow (Radsportler) (* 1958), sowjetischer Radrennfahrer
- Wladimir Anatoljewitsch Malachow, bekannt als Vladimir Malakhov (* 1968), russisch-österreichischer Balletttänzer, Choreograf und Intendant
- Wladimir Igorewitsch Malachow (* 1968), russischer Eishockeyspieler
- Wladimir Nailjewitsch Malachow (* 1980), russischer Schachspieler
- Wladimir Lwowitsch Maschkow (* 1963), russischer Schauspieler und Regisseur
- Wladimir Ernst zu Münster (1886–1954), deutscher Offizier, Gutsbesitzer und Landwirt
- Wladimir Kondratjewitsch Pizek (1915–2000), sowjetischer Schauspieler
- Wladimir Iwanowitsch Prochorow (1927–1999), sowjetischer bzw. russischer Schauspieler und Synchronsprecher
- Wladimir Rassate (* um 850; † nach 893) bulgarischer König, der älteste Sohn von Boris I Michael (852 bis 889)
- Wladimir Wladimirowitsch Putin (* 1952), Präsident der Russischen Föderation
- Wladimir Kirillowitsch Romanow (1917–1992), Oberhaupt der Romanows im Exil und russischer Thronanwärter 1991
- Wladimir Rodrigues dos Santos (* 1954), brasilianischer Fußballspieler
- Wladimir Alexandrowitsch Schatalow (1927–2021), sowjetischer Kosmonaut russischer Nationalität
- Wladimir Andrejewitsch Schkljarow (1985–2024), russischer Balletttänzer
- Wladimir Sokoloff (1889–1962), russischer Schauspieler
- Wladimir Romanowitsch Solowjow (1909–1968), sowjetischer Theater- und Filmschauspieler, Theaterregisseur und Synchronsprecher
- Wladimir Teodorowitsch Spiwakow (* 1944), russischer Geiger und Dirigent
- Wladimir Iwanowitsch Sweschnikow (* 1946), sowjetischer bzw. russischer Schauspieler
- Wladimir Trojanowski (* 1973), russischer Pokerspieler
- Wladimir Iljitsch Uljanow (Lenin) (1870–1924), Revolutionär, Gründer der Sowjetunion
- Wladimir Alexandrowitsch Tschebotarjow (1921–2010), russischer Regisseur und Drehbuchautor
- Wladimir Michailowitsch Uralski (1887–1955), russischer bzw. sowjetischer Schauspieler
- Wladimir Wassiljewitsch Wassiljew (1921–1970), sowjetischer Schauspieler
- Wladimir Semjonowitsch Wyssozki (1938–1980), russischer Schauspieler, Dichter und Sänger

### Valdomiro
- Valdomiro Vaz Franco (* 1946), brasilianischer Fußballspieler (WM-Teilnehmer 1974)
- Valdomiro Duarte de Macedo (* 1979), brasilianischer Fußballspieler